# ألوريتينة
الألوريتينة (الاسم العلمي:Aleuritinae) هي تحت قبيلة من النباتات تتبع الفصيلة الفربيونية من رتبة الملبيغيات.

## أجناس الألوريتينة
- جنس الألوريت
- جنس الورنيشة